# Denise Christensen
Denise Christensen er en dansk forretningskvinde. Hun er opvokset i Hundige, sydvest for København. I januar 2017 blev Denise Christensen udnævnt som direktør for det danske modehus Birger Christensen. Hun er den første direktør i det 150 år gamle pelsimperium som ikke er en del af familien.
Inden direktørstillingen har Denise Christensen arbejdet i Illum, 2nd Day, Magasin og Georg Jensen. Hun startede sin karriere i Dansk Supermarked.
Hun er gift med Kenneth Nørgaard og har tre børn.